# آریا (فیلم ۱۹۸۷)
آریا (انگلیسی: Aria) فیلمی در ژانر موزیکال به کارگردانی ژان-لوک گدار، رابرت آلتمن، بروس برسفورد، درک جارمن، نیکلاس روگ، کن راسل، و چارلز استوریج است که در سال ۱۹۸۷ منتشر شد. از بازیگران آن می‌توان به ترزا راسل، بورلی دی آنجلو، الیزابت هارلی، بریجیت فوندا و تیلدا سوئینتن اشاره کرد.